# Żabczyce (przystanek kolejowy)
Żabczyce – nieczynny przystanek kolejowy w Żabczycach (przysiółek we wsi Ściborzyce Małe), w województwie opolskim, w Polsce. Funkcjonował w latach 1932–1951.